# Belagerung von Petra (549)
Die Belagerung der sasanidischen Festung Petra in Lasika durch eine kombinierte oströmisch-lasische Streitmacht begann 549.
Da der oströmische magister militum per Armeniam Dagisthaeus es versäumt hatte, die Gebirgspässe mit genügend Soldaten zu sichern, konnte der persische General Mihr-Mihroe mit einer großen Armee in Lasika einziehen und die oströmischen Truppen beiseiteschieben.
Mihr-Mihroe löste die Belagerung von Petra ab und verstärkte die Garnison, doch da es an Nachschub für seine große Armee mangelte, musste er sich nach Armenien zurückziehen, wobei er etwa 3.000 Mann in der Garnison von Petra und weitere 5.000 unter Fariburz (Phabrizus) zurückließ, um die Versorgungsroute offen zu halten.